# Johns-Manville
Johns-Manville foi uma empresa de produtos alimentícios fundada em 1895, e extinta em 1990.